# Baranya Vármegyei SZC Zipernowsky Károly Műszaki Technikum
A Pécsi Szakképzési Centrum Zipernowsky Károly Műszaki Szakgimnáziuma Pécs legrégibb ipari szakközépiskolája, a megyeszékhely belvárosában.

## Története
1912-ben miniszteri rendelte el a pécsi Fémipari Szakiskola felállítását, az ipari szükségletnek megfelelően. Az intézet ideiglenesen a Rákóczi út és Légszeszgyár utca sarkán álló Littke-kaszárnya nevű épületben kapott helyet. A földszinti részben két műhely helyiség és művezetői szoba, emeletén pedig két tanterem, egy tanári szoba és az igazgatói iroda állt az iskola rendelkezésére. Az első tanévet két tanár és két művezető irányításával 39 tanuló kezdte meg. A háború és a szerb megszállás ellenére az iskola létszáma folyamatosan nőtt.
1924-től megváltozott szervezeti keretek között, elkülönített szakokon folyt tovább. A gyakorlati képzés pedig a korábbiaknál nagyobb hangsúlyt kapott.
1929 őszén az iskola elfoglalhatta jelenlegi helyét. Az új épület Létai András tervei alapján készült.
Az újabb háború újabb komoly változásokat hozott az iskola életében. 1941. szeptember 1-jével az iskola jellege, neve is megváltozott: a miniszter a fémipari szakiskolát gépipari és villamosipari felsőipariskolává szervezte át. Az új intézmény neve Pécsi Magyar Királyi Állami Felsőipariskola lett. A nagy túljelentkezés miatt felvételi vizsgát is kellett tenni az ide jelentkezőknek.
A háborús viszonyok ellenére az iskola létszáma tovább bővült, virágzott a sportélete. A szovjet megszállást azonban megszenvedte az iskola épülete, szertári állománya: a kifosztott, tűzvész pusztította, megrongálódott épület helyreállítása csak 1945 márciusában indulhatott meg. A megfeszített munka eredményeként talpra állt az intézmény, oktató-nevelő munkája ismét sikereket mutathatott fel.
Az 1980-as évektől a szakképzés korszerűsítése hat területen indult meg az iskolában: munkaügyi információs és foglalkoztatási szolgáltatások, felnőttoktatás és átképzés, ifjúsági szakképzés, felsőoktatás és kutatás, idegen nyelvi képzés, és a tudományos és technológiai kutatás hátterének fejlesztése. Ez úgy volt lehetséges, hogy a nagy volumenű fejlesztési program finanszírozásához a Magyar Köztársaság a Világbanktól 150 millió amerikai dollár kölcsönt vett fel. Ebből a hitelből az ifjúsági szakképzési projekt közel egy negyedet (36 millió USD-t) tett ki. A pályázatra 188 iskola pályázata közül 61 szakközépiskolát választottak ki, köztük a Zipernowsky Károly Műszaki Szakközépiskolával. A program lehetővé tette a pécsi középiskola tanárainak számára, hogy Nyugat-Európa országainak szakképzéseit és iparát közelebbről, személyesen tanulmányozzák. Az iskola 420 ezer dollár értékű oktatási eszközöket is kapott. Különösen a számítástechnika és informatika fejlődésében jelentett nagy lépést a beérkező több mint 60 számítógép és tartozékai. 1992-1996 között 18 korszerű eszközökkel felszerelt műhely, laboratórium, számítástechnika, informatika szaktanterem létesült.
2016 Augusztus 31-én megszűnt, szeptember elsejével, mint majdnem minden szakoktatási intézmény a megyében a Pécsi Szakképzési Centrum tagintézménye lett.
2020 Szeptemperétől az iskola hivatalos neve: Baranya Megyei Szakképzési Centrum Zipernowsky Károly Műszaki Technikum

## Névadó
Az iskola Zipernowsky Károly (1853-1942) magyar mérnökről, a transzformátor egyik feltalálójáról kapta nevét. Zipernowsky vezetésével fejlődött ki Magyarországon az erősáramú villamosipar. Egyik óriási alkotása egy 150 LE-s gőzvilágítógép, mely kb. harminc évig a Keleti pályaudvart világította. Zipernowsky, Déri és Bláthy Ottó dicsősége, hogy a villamos energiát nagy távolságra is olcsóbban lehet szállítani. 1884-ben kezdtek kísérletezni a vasmagos indukciós tekerccsel, és rövid időn belül kidolgozták a transzformátor rendszerét. 1893-ban a Budapesti Műszaki Egyetemen önálló erősáramú tanszéket hoztak létre, és Zipernowskyt hívták meg tanárnak. Az iskola az 1955/56-os tanév őszén vette fel Zipernowsky nevét.

## Az iskola igazgatói
- Kamprád Hermann (1912-1933)
- Schindler Aurél (1933-1953)
- Palkó Sándor (1953-1955)
- Gáti Zoltán (1955-1962)
- Lőrincz József (1962-1979)
- Lakatos György (1979-1989)
- Dr. Szederkényi József (1989-2009)
- Amrein György (2009-)

## Neves tanárok, diákok
- Glöckler Oszvald
- Oláh László
- Pelikán István
- Ribli Zoltán
- Sztipanovits János

## Külső hivatkozások
- Az iskola hivatalos oldala.
- Az oktatási hivatal